# Stilska sredstva
Stilska izražajna sredstva ili stilske figure ukrasna su odstupanja od uobičajene uporabe jezika. Stilska su sredstva nastala za potrebe retorike 
(govorništva) u staroj Grčkoj.

## Podjela stilskih sredstava
- Alegorija

Način prenesenog izražavanja u kojemu se metaforičko ili preneseno značenje ostvaruje u cijeloj slici ili cijeloj radnji; katkada i u cijeloj pjesmi. Alegorija pokazuje općenito i pojmovno u pojedinom, npr. ljubav prikazuje u liku Amora, dječaka sa strijelom; pravdu u liku djevojke zavezanih očiju, s vagom i mačem u rukama. Alegoriju se često definira kao produženu metaforu. To znači da alegorija nastaje kada se metafora proteže kroz cijelu misao, tj kroz sve dijelove izreke. Osnovna značajka alegorije, da ne mijenja značenje riječi nego samo predmet pjesničkog stvaranja, vidljivo dolazi do izražaja u basni, koja je u cjelini jedna alegorija.
- Aliteracija

Ponavljanje istih suglasnika radi postizanja zvukovnog ugođaja. Česta je u starome germanskom stihu. Danas se određuje kao suglasničko podudaranje riječi u istom ili u različitim stihovima pjesme. Upotrebljava se kao stilistički postupak, a katkad i kao postupak u versifikaciji.
- Alogizam

Stilska figura koja kršenjem logičkih razloga i sveza postiže komični ili ironijski efekt:
Umro je u pustinji od žeđi, a imao je vodu u koljenu ili naslov romana Vladana Desnice «Zimsko ljetovanje».
- Amfibolija

Upotreba riječi u dvoličnom značenju i smislu. Temelji se na dvoznačnosti riječi i izreka ili na dvosmislenosti konstrukcija. Dvosmislenost nastaje zbog mogućnosti dvojake interpretacije. Pored izgovorenog želi se istaknuti neki drugi, još jači smisao sadržan u izgovorenoj slici. Npr. Ode ti daleko, što može značiti: pretjerivanje.
- Anadiploza

Figura ponavljanja. Ponavljanje završnih riječi iz jednog stiha na početku drugog stiha. Npr.:
Kada sutra bijel dan osvane,
Dan osvane i sunce grane.
Ili Dragutin Tadijanović: Tužbalica za vinogradom
Vinograd je moj svenuo, neveseo,
Neveseo, i ja venem…
- Anafora

Figura ponavljanja. Na početku dvaju ili više stihova, na početku fraze, ponavlja se riječ ili dio rečenice.
- Antiteza

Pjesnička figura koja stavlja naporedno dva suprotna pojma, kako bi kontrast bio naglašeniji. U opreku, ili suprotnost stavljaju se riječi, rečenice, predmeti ili pojmovi. Primjer za antitezu: Ivan Mažuranić:
Krotko janje pokraj mrkog vuka.
Tanka vila pokraj zmaja ljuta.
- Asindeton

Naziv za stilsku figuru nizanja izraza pri čemu su veznici izostavljeni. Očituje se u nizanju imenica ili glagola.
- Asonanca

Samoglasničko podudaranje riječi u istom ili u različitim stihovima pjesme. Ponavljanje glasova može biti na početku riječi, stihova (to je glasovna anafora) ili na kraju takvih dijelova (glasovna epifora). Npr.:
Đurđic, skroman cvjetić, sitan, tih i fin,
Dršće, strepi i zebe kao da je zima,
Zvoni bijele psalme svojim zvončićima,
Potajno kraj vrbe, gdje je stari mlin.
(A.G.Matoš)
- Elipsa

Sastoji se od izostavljanja rečeničnih dijelova bez kojih se misao može razumjeti. Primjer:
Lijepe kolo vode, ružne kuću kuće (žene)
- Epifora

Stilska figura ponavljanja. Na kraju stihova ponavlja se riječ ili dio rečenice:
Smrt Smail-age Čengijića
Djedi vaši rodiše se tudijer,
Oci vaši rodiše se tudijer,
I vi isti rodiste se tudijer.
(Ivan Mažuranić)
ili Livade izgubljenih ovaca
Čujem u snu
Sanjam u snu
Vidim u snu…
(Jure Kaštelan)
- Epitet

ukrasni (opisni) pridjev
- Eufemizam

Ublažavanje značenja riječi. Razlozi ublažavanja pojedinih riječi ili fraza mogu biti različiti: praktički, razlozi bontona, društveni, ćudoredni, filozofijski, a vrlo često i religiozni.
- Gradacija

Stilska figura u kojoj se nižu riječi prema težini, značenju i smislu, da bi se osnovni dojam pojačao. Ako se stupnjevanje riječi izvodi uzlazno, do određenog uspona, ili silazno, do određene točke, onda se govori o klimaksu i antiklimaksu.
- Hiperbola

Naziv za stilsku figuru pretjerivanja koja izabire prejake riječi u preuveličanim i nenormalnim razmjerima. U tragici hiperbola ističe patos, patetičnost; vrlo dobro može izazvati utisak komičnog kad se na određeni način intonira. Hiperbola se nalazi na granici neuvjerljivosti i groteske. U epopejama i junačkim pjesmama hiperbola služi jačanju afektivnosti pjesničkog govora i što uvjerljivijem predočavanju herojskog ambijenta i mentaliteta. Dolazi u govornom jeziku mladih.
- Kontrast

Uspoređivanje po suprotnosti. Njegovom primjenom, suprotne pojave jače su izražene. 
- Litota

Stilska figura oprečna hiperboli. Slabljenje prvog izraza, ublažavanje i umanjivanje određenih dojmova i predodžaba.
- Mejoza

Upotreba slabijeg, umjesto pravog izraza za neki pojam; jednostavnost i naivnost u izrazu i izboru riječi kada se predstavljaju najznačajniji događaji, vrijednosti i osjećanja u ljudskom životu. Mejoza može stajati kao stilska oznaka ne samo u jednoj riječi, rečenici ili stihu već u cijeloj pjesmi ili dužem književnom djelu.
- Metafora

Naziv za stilsku figuru upotrebljavanja riječi u prenesenom ili slikovitom smislu. Metafora je u mnogo čemu stvaranje novoga, izražajnijeg i sadržajnijeg jezika. Zamjena počiva na vezi po slici. Primjer iz narodne pjesme:
I tu majka tvrda srca bila,
Da od srca suze ne pustila.
Metafora je najvažniji oblik pjesničkog izražavanja - osnova je poetskog organizma. Svaka uspjelija metafora i jest mala pjesma za sebe, jer predstavlja uočavanje jednoga sitnog isječka života i jednog dojma, trenutka koji je u njoj osvijetljen i preobražen. Metafora osnovno značenje mijenja u figurativno. Lijepu potvrdu nailazimo u haiku pjesmi od tri stiha staroga japanskog pjesnika:
Gle, bilje proljeća,
Trag snova
Bezbrojnih ratnika!
Metafora se gradi na razne načine. Često se spajaju riječi koje su posve suprotne jedna drugoj, da se dobije nova kvaliteta sa snažnijim i sugestivnijim predodžbama. Npr.:
Noć je vani slijepa i gluha
Sunce se pokrilo jednim velom…
(Charles Baudelaire)
- Metonimija

Naziv za stilsku figuru u kojoj se obični izraz svagdašnjeg jezika zamjenjuje novim koji je s njim u prostornoj, vremenskoj ili uzročnoj asocijaciji; zamjena je, dakle, logične prirode. Tako riječ tragedija, koja izvorno znači jarčeva pjesma, jest metonimija, ali danas nema više nikakve neposredne veze s jarcima.
- Oksimoron

Stilska figura koju karakterizira oštroumna ludost. To je oblik jednočlane antiteze unutar rečenice. Nastaje spajanjem proturječnih pojmova, primjerice skromna raskoš, mudra budala… Oksimoron, koji na prvi pogled zvuči glupo, izaziva pažnju čitatelja i dopušta da se izraze vrlo dragocjene vrijednosti. Izaziva dublje dojmove.
- Onomatopeja

Naziv za stilsku figuru prenošenja ili oponašanja akustičkih osjeta jezičnim sredstvima. U pravom značenju riječi onomatopeja je grupa glasova koja teži da proizvede neki šum, ili da ga oponaša, ili da stvori odgovarajući ekvivalenat, npr. Bum! Plus! Hop! Kuc, kuc! i sl. Onomatopeje transportira u artikulirani ljudski jezik neartikulirane povike ili šumove i može biti samo približna, nikada potpuna. To se postiže s pomoću boje i tona, mimike ili artikuliranog mehanizma i s pomoću ritma. Svaki jezik ima svoj sustav onomatopeja, jer vrijednost glasa i glasova nije ista u različitim jezicima.
Tako će se pjev grlice u hrvatskom jeziku onomatopejski prikazati riječima:
Kupuj kruh, kupuj kruh!
S obzirom na arapsku tradiciju i velike razlike u dnevnim temperaturama, Arapi pjevanje grlice onomatopejski prikazuju kao:
Ja džuh-ti! (o, teško mi je zbog jutarnje i večernje hladnoće te podnevne topline)
Ovaj primjer pokazuje da istu pojavu, isti zvuk iz prirode pripadnici različitih jezika čuju i opisuju različitom skupinom glasova uz uvjerenje da su oni najbolje pogodili bit tog zvuka.
Onomatopeja ima težište u glazbenim dojmovima, a izgrađuje se na zakonima ponavljanja: ponavlja se glas ili slog. Jednu od najuspjelijih onomatopeja ostvario je V. Nazor u pjesmi Cvrčak, što je prepoznatljivo i iz stihova:
I cvrči, cvrči cvrčak,
Na čvoru crne smrče…
Oponašanje kiše se uspješno vrši u iskazu:
Sipi sitna kiša
- Opkoračenje, prijelaz u idući stih jedne ili više riječi (ili dijela rečenice) koje po smislu pripadaju prethodnom; raspored stihova u kojemu sintaktička jedinica prelazi metričku (Olovne i teške snove snivaju /Oblaci nad tamnim gorskim stranama).

- Paradoks

Naziv za originalno mišljenje koje se oštro razlikuje od općeprihvaćenog mišljenja i koje protuslovi zdravom smislu: i gol i bos, a opet mu zima ili nismo tako bogati da kupujemo jeftine stvari. Jedan od uspjelijih primjera paradoksa susrećemo kod Dončevića u dijalogu djela Ljudi iz Šušnjare :
- Majko, zašto je hladno u našoj sobi?
- Jer nema ugljena, sine.
- A zašto nema ugljena?
- Jer tata nema posla.
- A zašto tata nema posla?
- Jer ima previše ugljena.
Od oksimorona i ironije razlikuje se paradoks po tome što pojmovi u njemu nisu čiste suprotnosti kao u spomenutim stilskim figurama, nego samo neskladni.
- Paralelizam

Paralelizam je stilska figura ponavljanja istog slijeda riječi; simetrična konstrukcija kod približno istog skupa riječi; ili sadržajno i gramatički jednakomjerno građeni dijelovi rečenice. Oblik ponavljanja koji predstavlja kombinaciju sintaktičke figure i figure ponavljanja. Ponavlja se doslovno isti sintaktički oblik rečenice, a samo se riječi mijenjaju i razlikuju, a sve s namjerom da se podvuku sličnosti situacije, da se istakne nova, suprotna ili značajnija misao. Nije ga lako ostvariti i traži veći napor u gradnji rečenice. U književnosti ima uvijek isti zadatak: uspoređivanje dviju pojava koje se paralelno pojavljuju. U mnogim značajnim djelima susrećemo i postupak karakterološkog paralelizma, gdje se suprotstavljaju dva karaktera da se što potpunije prikažu, npr. Don Quijote i Sancho Pansa.
- Paronomazija

Stilska figura u kojoj se dovode u vezu srodne riječi po zvučnosti. Paronomazija u sebe uključuje i noviju stilsku figuru igru riječima.
- Parabola je kratka, jezgrovita priča u prozi ili stihu, koja donosi moralnu ili religioznu poruku. Razlikuje se od basne po tome što parabola sadrži samo ljudske likove u priči, dok su u basni najčešće likovi životinje, biljke i sile prirode i ostalih mitskih bića.

- Personifikacija

Stilska figura u kojoj se vrši poosobljenje. Prikazivanje svega neživoga: prirodnih pojava, predmeta, pojmova, kao živih bića, bića sa sposobnostima i reakcijama ljudi. Npr.:
Sama knjiga caru besjedila.
Drumovi će poželjet Turaka.
- Perifraza

Opisivanje (pojma, predmeta, svojstva, radnje, doživljaja i sl.) s više riječi ili s nekoliko rečenica. Slična je metafori. Sastoji se u zamjenjivanju jednoga pojma s višim pojmom uz važniju njegovu oznaku:
Jupitrov porod božanski (za Herakla)
Ognji neba (za zvijezde)
Podnevna zvijezda gori (za sunce)
Perifraza pojačava patetičnost i retoričnost stila: zato se opravdano zove retorička metafora.
- Poliptoton

Ovo je stilski postupak ponavljanja više oblika fleksije, tj. ista se riječ ponavlja u istoj rečenici u više padeža i brojeva:
Homo homini lupus – čovjek čovjeku vuk.
Oko za oko, zub za zub.
Najbolje od najboljeg.
Kralj kraljeva.
- Polisindeton

Stilska figura u kojoj se ponavljaju isti ili različiti veznici između riječi ili rečenica. Ovom stilskom figurom često se koristio A. Šantić kao u pjesmi Gospođici:
Nekad sam i vas na koljenu cupko
I donosio vam slatke šećerlame
I ljubio dugo vaše plavo tjeme
I čelo, i lice nevino i ljupko…
Ista stilska figura se susreće i u prozi. Vidljivo je to i kod Andrića u romanu Na Drini ćuprija:
Čovjek je na njoj kao na čarobnoj ljuljačci: i zemlju prelazi, i vodom plovi, i prostorom leti, i opet je čvrsto i sigurno vezan za kasabu i svoju bijelu kuću…
- Poredba

Naziv za jednu od najčešćih figura; povezuje, spaja i suprotstavlja pojmove iz dva različita područja ili dva različita svijeta sa zadatkom da se približi, objasni ili stilistički pojača koje svojstvo, stanje ili djelovanje. Poredbom se pojačava afektivnost onoga pojma kojemu se želi pridati naročito čuvstveno djelovanje. Oba člana poredbe moraju imati jedno svojstvo zajedničko, tj. treći dio poredbe, ono svojstvo u koje se oba člana poredbe podudaraju. Veza je po slici, kao i kod metafore. Može biti jednostavna, samo u jednoj slici, npr.:
Sinu lice kao žarko sunce.
Plače kao ljuta godina.
Složena je poredba razgranata u nekoliko rečenica s više različitih slika. Nalazimo ih mnogo u Homerovoj Ilijadi i Odiseji. Poredba ublažava jednoličnost pričanja, pridonosi plastičnijem i slikovitijem prikazivanju likova i zbivanja.
- Silepsa

Stilska figura u kojoj zbog racionalnosti vremena ili prostora dolazi do upotrebe predikata jednog subjekta i za druge subjekte. To se može vidjeti iz primjera narodne pjesme Jakšići kušaju ljube:
I daći mu đerdan ispod vrata
Jedan đerdan od žutih dukata
A drugi le od bijelog bisera.
Općenito, silepsa predstavlja nepravilno ili neobično gramatičko slaganje; nepravilnu ili nespretnu uporabu riječi u dva značenja ili za dvije svrhe, u doslovnom ili metaforičkom smislu.
- Sinegdoha

Podvrsta metonimije. Zasniva se na zamjenjivanju dviju riječi po količini i opsegu njihova značenja. To je zamjenjivanje veće cjeline znatno manjim dijelom iz kojeg se ipak može razumjeti o kakvoj je cjelini riječ. Zamjenjivanje je bez zlobnih namjera i bez lažne skromnosti.
Kad se kaže: Kinez je skroman, ili Nijemac je marljiv, misli se na cijeli narod. Cvijet trešnje simbolizira čitavo proljeće u Japanu. Spominje se dio umjesto cjeline.
Sinegdoha je i kada se uzme pojam cjeline, umjesto pojedinačnog nabrajanja. Vidljivo je to u stihovima A. B. Šimića Bolesnik:
Moje je TIJELO bolesno
I žudi tiho jednu bolnicu.
- Sinestezija

Stilska figura povezivanja slika koje ne potječu od istoga osjetila. Primjer: meko plavetnilo.
- Usporedba

(Vidi Poredba) Uspoređivanje nečeg s nečim na temelju neke zajedničke osobine(Ljut kao pas, Dobar kao kruh itd).